# 布萊恩·哈維
布萊恩·K·哈維（英語：Brian K. Harvey，1949年—）是一名電腦科學的教育家。哈維在柏克萊加州大學擔任終身講師職位，並長期主講基礎電腦科學課程。他在柏克萊任教期間獲得了數個授課獎項。
哈維曾參加開發了Logo語言，並在柏克萊寫作了一個Logo的實作UCBLogo。

## 外部連結
- 布萊恩·哈維的主頁 （页面存档备份，存于）